# Петър Междуречки
Петър Александров Междуречки е български дипломат, политик от Българската комунистическа партия (БКП) и офицер от Държавна сигурност. Той е последователно посланик в Западна Германия (1974 – 1978), кмет на София (1978 – 1986) и посланик в Източна Германия (1986 – 1990).

## Биография
Петър Междуречки е роден в семейството на Александър и Мара Междуречки в Неврокоп на 2 май 1934 година. Дядо му Гоце Междуречки е деец на ВМОРО и произхожда от Междурек, Кукушко. Баща му Александър Междуречки е аптекар, комунистически активист и съдия в Народния съд. Семейството се мести в София през 1936 година.
В гимназията е председател на дружеството за българо-съветска дружба. През 1957 година завършва Юридическия факултет на Софийския университет, а след това науки и външна търговия в Западен Берлин.
През 1962 година постъпва на работа в Министерството на външните работи. Завършва международни отношения в Москва през 1965 година. Член е на Българската комунистическа партия от 1965 година. Става агент на Държавна сигурност с псевдоними Валтер и Фред, а от 1966 г. е щатен служител на нейното Първо управление.
След това работи като аташе и трети секретар. От 1968 година е завеждащ стокообмена при търговското представителство на България във Федерална република Германия. През 1971 година става старши инструктор в отдел „Външна политика и международни връзки“ при ЦК на БКП. В периода 1974 – 1978 година е посланик на България във ФРГ. Депутат е в VII и VIII народно събрание.
Петър Междуречки е кмет на София (председател на Столичния градски народен съвет) от 28 март 1978 до 19 юни 1986 година. През този период е изграден Националният дворец на културата и реконструирана голяма зона около него, включваща Южния парк и квартал „Иван Вазов“, разширен е булевард „България“ и съседния участък от Околовръстния път, в занемарения западен край на Централната градска част са създадени жилищните комплекси „Зона Б-5“, „Зона Б-18“ и „Зона Б-19“. Общо по това време са построени около 120 хиляди нови жилища.
След това от 1986 до 1990 година е посланик на България в ГДР.
Умира в 2018 година.